# Werner Hartmann (Heimatforscher)
Werner Hartmann (* 5. März 1923 in Bibra, Kreis Eckartsberga, Freistaat Preußen; † 4. Dezember 2022) war ein deutscher Heimatforscher. Er war Ehrenbürger von Halberstadt.

## Leben
Werner Hartmann wuchs ab 1926 in Halberstadt auf und besuchte das dortige Gymnasium Stephaneum (Domgymnasium) bis zum Abitur. Von 1941 bis zum Juli 1945 war er zum Kriegsdienst eingezogen. Später arbeitete er als Drogist, gründete eine Familie und bildete sich zum Berufsschullehrer fort. In diesem Beruf arbeitete er an der Kaufmännischen Berufsschule bis zum Ruhestand im Jahr 1988. 
In seiner Freizeit war er im Kulturbund der DDR und in der URANIA viele Jahre als Referent und als Zeitungsautor tätig. Er wurde durch seine Forschungen zur Stadt Halberstadt und seine regionalgeschichtliche Privatsammlung mit Zehntausenden von Fotos, Dias u. a., die er als geschlossene Sammlung der Stadt Halberstadt geschenkt hat, bekannt. Diese wird im Städtischen Museum Halberstadt verwahrt und ist dort, weitgehend digitalisiert, öffentlich nutzbar.
Hartmann starb Anfang Dezember 2022 im Alter von 99 Jahren.

## Werke (Auswahl)
- Die Zerstörung Halberstadts am 8.April 1945. Eine Dokumentation. Hrsg. SED-Kreisleitung Halberstadt, Kommission zur Erforschung der Geschichte der örtlichen Arbeiterbewegung, 1980.
- Halberstadt brennt. Eine Dokumentation über Halberstadt im Luftkrieg 1944–1945, insbesondere über die Zerstörung der Stadt am 8. April 1945, Halberstadt 1990.
  - Bearbeitung von Simone Bliemeister. Hrsg. Geschichtsverein für Halberstadt. Halberstadt 2015 (Neubearbeitung).
- (Hrsg.): Halberstadt. Geschichten, Gestalten, Geschichte. In: Die Blaue Reihe. Böblingen 1991. ISBN 978-3-925434-51-8
- Theater in Halberstadt, 3 Bände, Theater-Förderverein Halberstadt 1995–1997.
- Halberstadt, St. Johannis, Passau [1996]. ISBN 978-3-930602-16-2
- Halberstadt: 1910–1990, 80 Jahre Luftfahrtgeschichte in einer deutschen Stadt. Von Bristolschweinen, Himmelskühen und Kindermöven, Knochensäcken und Leukoplastbombern. Illertissen 2000. ISBN 978-3-927132-58-0
- Halberstadt. In: Die Reihe Archivbilder. Erfurt 2000. ISBN 978-3-89702-222-5
- Halberstadt. In: Zeitsprünge. Erfurt 2002. ISBN 978-3-89702-471-7
- Halberstadt. Neue Bilder aus alter Zeit. In: Die Reihe Archivbilder. Erfurt 2007. ISBN 978-3-86680-230-8
- (mit Bernd Sternal): Im Anflug auf die Planquadrate Kaufmann – Anton/Berta/Caesar. Flugzeugabstürze im 2. Weltkrieg in der Harzregion. Norderstedt, Books on Demand, 2016. ISBN 978-3-7412-6871-7 https://www.ebook.de/de/product/26694336/werner_hartmann_bernd_sternal_im_anflug_auf_die_planquadrate_kaufmann_anton_berta_caesar.html
- Eine Reise zu Freunden. Bei ehemaligen Halberstädter Mitbürgern im Heiligen Land 1993. Magdeburg 2020.
- Erinnerungen an das uralte Halberstadt, untergegangen am 8. April 1945. Hrsg. vom Geschichtsverein für Halberstadt und das nördliche Harzvorland e.V. c/o Städtisches Museum Halberstadt. Halberstadt 2022.

## Ehrungen
- 2003: Ehrenbürger der Stadt Halberstadt
- 2017: Ehrennadel des Landes Sachsen-Anhalt
- Moses-Mendelsohn-Medaille